# Vía Casilina

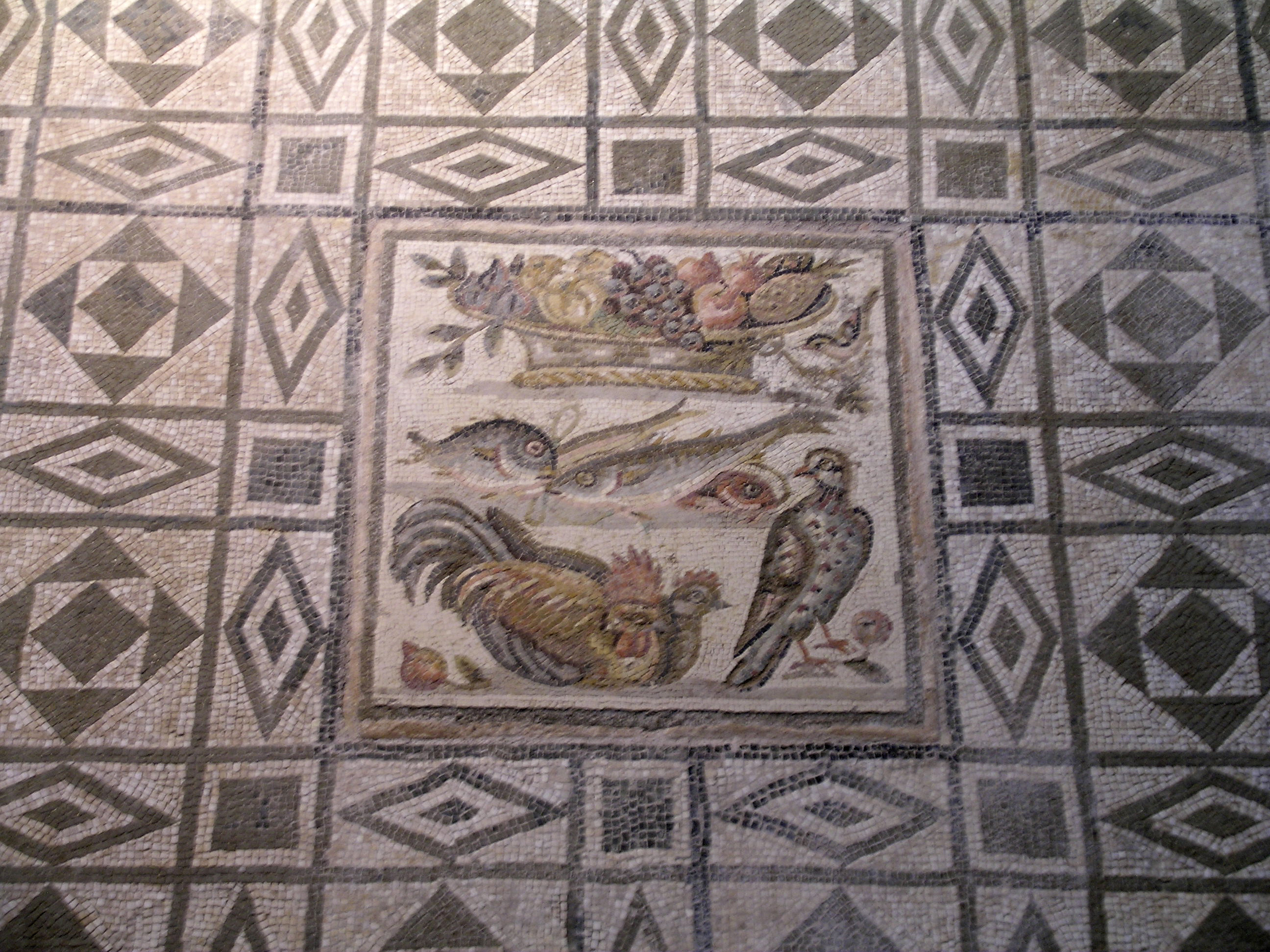
Mosaico pavimental en Grotta (Grotte) Celoni en Via Casilina.

Vía Casilina o Via Casilina es una antigua calzada romana en el Latium que unía Roma con Casilinum, la actual Capua.
Comenzaba en Porta Maggiore, en Roma, la puerta más monumental de las murallas aurelianas e inicialmente terminaba en Labicum, la actual Montecompatri, por lo que tomaba el nombre de Vía Labicana. Allí confluía con la Via Latina hasta llegar a Casilinum. Pasa, entre otras localidades, por Anagni y Frosinone. Su nombre actual data de la época medieval y deriva de la ciudad de destino.

## Itinerario actual
El trazado actual de la Strada Statale 6 Via Casilina, sale de la Porta Maggiore en Roma, se adentra en la campaña romana, recorre el valle del Sacco, atravesando Frosinone y Cassino, entra en la Campania, Alto Casertano y confluye con la Vía Apia en Pastorano, en la provincia de Caserta. La longitud de la ruta es de aproximadamente 200 km.